# Kunoyarnakkur
De Kunoyarnakkur is een berg die ligt op het eiland Kunoy, Faeröer. De berg heeft een hoogte van 819 meter.